# Richard Doergens
Richard Doergens (* 13. Dezember 1839 in Elberfeld; † 5. Februar 1901 in Charlottenburg) war ein deutscher Geodät und Hochschullehrer.

## Leben
Richard Doergens war Professor der Geodäsie und der Feldmesskunde an der Technischen Hochschule Berlin. Von 1884 bis 1885, 1893 bis 1894 und 1899 bis 1900 war er Abteilungsvorsteher der Abteilung für Bauingenieurwesen. Von 1891 bis 1892 war er Rektor der Technischen Hochschule.
Von 1887 bis zu seinem Tod war er Mitglied des Kaiserlichen Patentamtes.
Richard Doergens galt als Fachmann der Instrumentenkunde. Er erarbeitete zahlreiche Neuentwicklungen und Verbesserungen geodätischer Instrumente. Als Mitglied des Kaiserlichen Patentamtes wirkte er als Gutachter neuer Bauarten geodätischer Instrumente. Zu seinem Nachfolger wurde 1902 Wilhelm Werner berufen.

## Auszeichnungen
- Richard Doergens erhielt 1892 den Ehrentitel Geheimer Regierungsrat.[8]

## Schriften
- Neuere Horizontir- und Centrirvorrichtungen für geodätische Instrumente. In: Centralblatt der Bauverwaltung. 8A, 1890, S. 81–84 (zlb.de).
- Tachymeter mit Tangentenschraube. In: Centralblatt der Bauverwaltung. Nr. 15, 1893, S. 152–154 (zlb.de).
- Doppelprisina zum Abstecken von Winkeln von 45 und 90 Grad. In: Centralblatt der Bauverwaltung. Nr. 26, 1897, S. 286–287 (zlb.de).
- Ueber Photogrammetrie und über die Thätigkeit des Feld-Photographie-Detachements im Kriege 1870/71. 1897.